# 로만 멘데즈
로만 유니오르 멘데스 페레스(Román Junior Méndez Pérez, 1990년 7월 25일 ~ )는 도미니카 공화국의 야구선수이자, 전 일본 센트럴 리그 한신 타이거스의 선수이다. 2007년 아마추어 FA계약으로 보스턴 레드삭스에 입단했다. 2010년 7월 31일 팀 동료 크리스 맥기니스와 함께 텍사스 레인저스의 제로드 살타라마치아와 트레이드되어 텍사스로 이적하였다. 2014년 7월 7일 빅리그에 콜업되었고, 다음날 7월 8일 휴스턴 애스트로스를 상대로 빅리그 데뷔를 하게 된다. 이듬해 2015년에는 텍사스 소속으로 12경기를 출장하여 승리없이 1패, 5점대 방어율의 부진한 성적을 기록하고 있었다. 9월 11일 텍사스에서 방출되자마자, 보스턴 레드삭스에 이적하였고 3경기 등판하여 4.50의 방어율을 기록하였다. 2016년은 마이너에서 활약하며 시즌을 보냈고, 2016년 11월 27일 일본 프로 야구팀 한신 타이거스와 계약하여 입단하였다.